# POLR2K
POLR2K (англ. RNA polymerase II subunit K) – білок, який кодується однойменним геном, розташованим у людей на короткому плечі 8-ї хромосоми. Довжина поліпептидного ланцюга білка становить 58 амінокислот, а молекулярна маса — 7 004.
| 10         |  | 20         |  | 30         |  | 40         |  | 50         |
| ---------- |  | ---------- |  | ---------- |  | ---------- |  | ---------- |
| MDTQKDVQPP |  | KQQPMIYICG |  | ECHTENEIKS |  | RDPIRCRECG |  | YRIMYKKRTK |
| RLVVFDAR   |  |            |  |            |  |            |  |            |

A: Аланін

C: Цистеїн

D: Аспарагінова кислота

E: Глутамінова кислота

F: Фенілаланін

G: Гліцин

H: Гістидин

I: Ізолейцин

K: Лізин

L: Лейцин

M: Метіонін

N: Аспарагін

P: Пролін

Q: Глутамін

R: Аргінін

S: Серин

T: Треонін

V: Валін

Задіяний у такому біологічному процесі, як транскрипція. 
Білок має сайт для зв'язування з іонами металів, іоном цинку. 
Локалізований у ядрі.